# 高楼坪侗族乡
高楼坪侗族乡是中华人民共和国贵州省铜仁市万山区下辖的一个民族乡。

## 行政区划
高楼坪侗族乡下辖以下村级行政区划单位：
高楼坪社区居员会、老山口社区、高楼坪村、小湾村、羊尾舟村、兴中村、大树林村、关庄村、夜郎村、龙田村、青年湖村、赶场坝村、新庄村和林海村。